# قناة اليوم
قناة اليوم هي إحدى قنوات شبكة أوربت الفضائية التي تبث من عدة دول عربية

## أشهر البرامج
تشتهر قناة اليوم ببرامج ممتعة ومميزة مثل:
- القاهرة اليوم مع عمرو أديب
- عيون بيروت
- أرجوك إفهمني
- برنامج من الرياض (الموقوف)